# Онисифор и Порфирије
Онисифор и Порфирије (? - око 284—305) - ранохришћански светитељи и мученици који су пострадали почетком 4. века за време прогона хришћана од стране римског цара Диоклецијана (284-305).
Због отвореног проповедања Јеванђеља Онисифор и Порфирије, били су подвргнути тешким мукама и мучењима. Тукли су их по целом телу, стављани су на дугачке тигање, ложили ватру, палили их.
Након тога, везани су за жестоке, дивље коње, који су их вукли по каменитом и неравном тлу. Свети мученици биили су на тај начин потпуно растргани, и у таквим мукама су умрли.
Верници су сакупили поцепане остатке светитеља и часно их сахранили.
О боравку светих моштију Онисифора и Порфирија у селу Пангијану, у Македонији, близу горе Пангеја, и о чудима која из њих теку, помиње се у 9. оди канона који је саставио св. Јосиф Песмописац (? -886).
Православна црква помиње свете мученике Онисифора и Порфирија 22. новембра (9. новембар по јулијанском календару).